# 아순시온섬

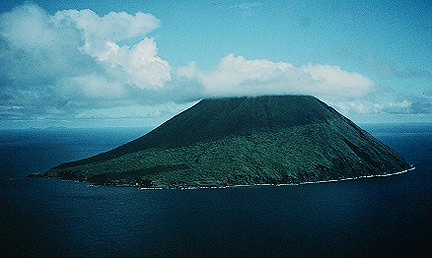

아순시온섬(Asuncion Island)은 태평양 북마리아나 제도에서 3번째로 최북단의 섬이다. 이 섬은 무인도이다. 아순시온섬은 아그리한섬에서 북서쪽으로 101킬로미터, 마우그제도에서 남동쪽으로 37킬로미터 지점에 위치한다.

## 역사
유럽 관점에서 아순시온섬은 1669년 스페인의 선교사 Diego Luis de San Vitores에 의해 발견되었으며 해당 선교사는 스페인어로 마리아 승천을 의미하는 현재의 아순시온 이름을 부여하였다. 이전에 1522년 스페인의 선원 Gonzalo de Vigo가 방문했었을 가능성이 있다.